# Inge Sulzer
Inge Sulzer (* 20. April 1947 in Lustenau; geborene Inge Riedrich) ist eine ehemalige österreichische Politikerin (ÖVP). Sulzer war von 1999 bis 2004 Abgeordnete zum Vorarlberger Landtag.

## Leben und Wirken
Inge Sulzer wurde am 20. April 1947 als Tochter von Ernst und Erna Riedrich in Lustenau geboren. Nach dem Besuch der Volks- und Hauptschule absolvierte sie ihre weitere Ausbildung an der Handelsschule Lustenau. Anschließend betätigte sie sich zunächst als Sekretärin in einer Exportfirma, ehe sie zur Geschäftsführerin eines Einzelhandelsunternehmens wurde. Am 27. August 1966 heiratete sie Werner Sulzer, mit dem sie in weiterer Folge zwei gemeinsame Kinder bekam.
Im Jahr 1990 wurde Inge Sulzer Mitglied des Frauenbundes, einer Teilorganisation der Österreichischen Volkspartei. Im selben Jahr wurde sie am 23. April erstmals in die Gemeindevertretung ihrer Heimatgemeinde Mäder gewählt. 1991 wurde Sulzer Obfrau des Frauenbunds Mäder und Bezirksobfrau des Frauenbunds im Bezirk Feldkirch. Von 1995 bis 2000 gehörte sie zudem neben ihrer Tätigkeit in der Gemeindevertretung auch dem Gemeinderat der Gemeinde Mäder an. 
Nach der Landtagswahl in Vorarlberg 1999 wurde Inge Sulzer am 5. Oktober 1999 als Abgeordnete des Wahlbezirks Feldkirch im Vorarlberger Landtag angelobt. Dies blieb sie bis zur nächsten Landtagswahl 2004, nach der sie aus dem Landtag wieder ausschied. Im Jahr 2005 nahm sie, nachdem sie zuvor seit 2000 nur Ersatzmitglied der Gemeindevertretung gewesen war, nach der Gemeindevertretungswahl erneut ein Mandat in der Mäderer Gemeindevertretung an. Dieses legte sie aber am 28. Dezember 2006 wieder zurück. Aktuell ist Inge Sulzer im Vorarlberger Seniorenbund, einer weiteren Teilorganisation der ÖVP Vorarlberg, tätig. Ebenfalls absolvierte sie in den Jahren ihrer Pensionierung zuerst den fünfsemestrigen Hochschullehrgang für Politische Bildung am Landesbildungszentrum Schloss Hofen und anschließend einen viersemestrigen Lehrgang an der Akademie für Sozialarbeit mit Abschluss des Master-Studiums an der Universität Klagenfurt im Jahr 2006.